# Fenegyerek (film)
A Fenegyerek (eredeti cím: Son of a Gun) egy 2014-es ausztrál bűnügyi-thriller, melyet Julius Avery írt és rendezett. A főszereplők Brenton Thwaites, Ewan McGregor, Alicia Vikander és Jacek Koman.
Ausztráliában 2014. október 16-án mutatták be, Magyarországon Karácsonykor került bemutatásra magyar szinkronnal, december 25-én a Big Bang Media forgalmazásában.
A film vegyes értékeléseket kapott a kritikusoktól. A Metacritic oldalán a film értékelése – 49 vélemény alapján – 20%. A Rotten Tomatoeson a Fenegyerek 63%-os minősítést kapott 65 értékelés alapján.
A film fő forgatása 2013 februárjában történt, Perthben és Melbourneben (Ausztrália).

## Cselekménye
|  | Alább a cselekmény részletei következnek! |

Egy 19 éves fiatalembert, Jesse Ryan-t (Brenton Thwaites) hat hónap börtönre ítélik súlyos bűncselekmény miatt, és egy ausztrál büntetés-végrehajtási intézetbe szállítják. A börtön első napjaiban arra lesz figyelmes, hogy a cellatársát szexuálisan bántalmazza egy másik fogvatartott rabcsapat, amit egy Dave nevezetű férfi vezényel. JR odaballag a karizmatikus ausztrál közellenség, valamint hírhedt fegyveres rabló, Brandan Lynch (Ewan McGregor asztalához, és egy levezető sakkjátszmát befejez vele, mivel azt látja, hogy három lépésből mattot kap. Aznap este, JR a cellában látja a rabtársát bökőt élezni azzal a szándékkal, hogy valahogy megvédje magát Dave ellen. Lynch leszidja JR-t a mások ügyeibe való beleavatkozása miatt, majd hamarosan újra szexuálisan bántalmazzák a társát. A társa késő éjszaka öngyilkosságot követ el, és kórházba kerül, így Dave szexuális támadásai JR-re összpontosul. Amikor Dave és bandája megpróbálják megerőszakolni a fiút, Lynch és az emberei, Sterlo (Matt Nable) és Merv (Eddie Baroo) megmentik őt, és megölik Dave-t. Amiért megvédték őt, Lynch cserébe, azt kéri, hogy miután kiszabadul a börtönből, juttassa ki őket egy megadott időben.
JR hat hónap leteltével kiszabadul a börtönből és találkozik a helyi bűnözővel, Sammal (Jacek Koman), aki Lynch sakkját játssza le az unokaöccsével, Joshal (Tom Budge). JR-nek egy luxus lakást kell adniuk és Lynch személyes tárgyi aktatáskáját, ebbe beleértve a hamis útleveleket, ruhákat és egy pisztolyt. Nem sokkal később, egy csinos fiatal nő, Tasha (Alicia Vikander) érkezik a lakásba, hogy JR-nek készpénzt és egy mobiltelefont adjon, melyet az utasítások fogadására használhat. Az utasításokat követve, JR meglátogatja Wilsont (Damon Herriman) a lakókocsijában, hogy illegálisan vásároljon tőle különböző támadó fegyvereket. Ezt követően, JR eltérít egy helikoptert és a pilótát fegyverrel kényszeríti, hogy a börtön felé repüljenek, ahol még mindig fogva tartják Lynchet. Lynch, Sterlo és Merv a börtönőröket kicselezve, okos taktikával megszervezik a menekülést, majd beszállnak az udvaron megérkező helikopterbe. Leszálláskor a négy férfi elhagyja a helikoptert egy mezőn, és tovább menekülnek egy autóval. Megállnak egy kisbolt előtt, ahol Merv élelmiszert vásárol mindenkinek, eközben a másik két férfi felfedezi a rádióban, hogy Mervet egy Perthi iskoláslány megerőszakolása miatt börtönözték be, amiről ő hazudott Lynchnek és Sterlonak. Nem sokkal később, Lynch brutálisan megveri Mervet, és elküldi őt a csapatból.
|  | Itt a vége a cselekmény részletezésének! |

## Szereplők
| Szerep           | Színész          | Magyar hang     |
| ---------------- | ---------------- | --------------- |
| Brendan Lynch    | Ewan McGregor    | Anger Zsolt     |
| Jesse Ryan White | Brenton Thwaites | Czető Roland    |
| Tasha            | Alicia Vikander  | Kis-Kovács Luca |
| Sam Lennox       | Jacek Koman      | Jakab Csaba     |
| Sterlo           | Matt Nable       | Kálid Artúr     |
| Josh             | Tom Budge        | Fekete Zoltán   |
| Chris            | Nash Edgerton    | Horváth Gergely |
| Merv             | Eddie Baroo      | Faragó András   |
| Wilson           | Damon Herriman   | Stohl András    |